# Mihael Butara
Mihael Butara (partizansko ime: Aleks), slovenski generalmajor Jugoslovanske ljudske armade, * 6. junij 1922, Cerklje ob Krki, † 28. marec 2016 .

## Življenje in delo
Pred 2. svetovno vojno je bil delavec. Aprila 1941 se je kot prostovoljec javil v vojsko Kraljevine Jugoslavije. Po kapitulaciji se je pridružil narodnoosvobodilni borbi. Član partije je postal 1942. V partizanih je bil med drugim politični komisar čete in bataljona ter Šercerjeve brigade in udeleženec pohoda 14. divizije na Štajersko. Po osvoboditvi je opravljal razne dolžnosti v varnostnih organih in bil komandant vojaškega okrožja Ljubljana ter republiški sekretar za ljudsko obrambo Socialistične republike Slovenije. Leta 1964 je v Beogradu končal Višjo vojaško akademijo JLA. Od 1978 je bil sekretar sekretariata Socialistične republike Slovenije za ljudsko obrambo. V vodstvenih telesih Zveze združenj borcev NOB Slovenije si je zlasti prizadeval za širjenje in razvijanje revolucionarnih in bojnih tradicij ter uveljavljanja splošne  ljudske obrambe in družbene samozaščite. Napisal je več spominskih člankov in razprav na temo narodnoosvobodilne borbe in splošne ljudske obrambe.